# Gerardo Murguía
Gerardo Murguía Cámara (Ciudad de México, 9 de diciembre de 1958) es un actor mexicano, se ha destacado más en participar en la televisión: en telenovelas y series, también ha incursionado en el cine. Ha trabajado principalmente para la televisora mexicana Televisa.

## Biografía
Nació en Ciudad de México. Empezó su carrera como modelo e hizo varios comerciales. Estudió la carrera de Ingeniero Químico, pero la dejó en 1984 para dedicarse a la actuación. Estudió en la Escuela de Actores de Dimitrio Sarrás, teniendo como profesores a figuras de la talla de Adriana Roel,  Javier Marc y Mercedes Pascual. Al año siguiente estudió en el Centro de Arte  y Teatro de Emilia Carranza, donde tuvo como maestro a Antonio González Caballero,  y en Televisa cursó talleres con profesores como Sergio Jiménez y Adriana Barraza.
Su primera película fue El mil usos II, en tanto que su primera telenovela fue Principessa en 1984. Es un destacado actor de televisión, ha trabajado en cerca de 30 telenovelas como Amor de nadie, Atrapada, Pobre niña rica, Luz Clarita, Gotita de amor, El diario de Daniela como Enrique Monroy, Por tu amor, Piel de otoño y Aventuras en el tiempo. Participó en películas como Muralla de tinieblas, Mecánica mexicana y Jóvenes amantes. Desempeñó el papel de Marcelo Santacruz en la telenovela de Telemundo, Mi corazón insiste en Lola Volcán. Recientemente interpretó a Jorge Solís en Amorcito Corazón, Tadeo Vargas en De que te quiero, te quiero, a Eduardo Moliner en Corazón que miente, Daniel Ruíz en “Enamorándome de Ramón” y al Senador Jorge Sinisterra en “La piloto”. Intervino con actuaciones especiales en “Por amar sin ley” como Genaro Arteaga y en Tenías que ser tú como Ricardo.

## Filmografía

### Telenovelas
- Fugitivas, en busca de la libertad (2024) ... Facundo Álvarez
- El maleficio (2023-2024) ... Cardenal Fabio Neri
- Toda la sangre (2022) ... David Matos[1]
- Si nos dejan (2021) ... Julio Tamayo
- Como tú no hay dos (2020) ... Claudio Reyes-Alonso Esparza
- Rubí (2020) ... Dr. Mendieta
- El Dragón: El regreso de un guerrero (2019)... Médico Penal
- Tenías que ser tú (2018) ... Ricardo
- Por amar sin ley (2018)... Genaro Arteaga
- Enamorándome de Ramón  (2017)... Daniel Ruiz
- Un camino hacia el destino  (2016)... Teo Saldívar
- Corazón que miente  (2016)... Eduardo Moliner  Arredondo
- De que te quiero, te quiero (2013-2014) .... Tadeo Vargas
- Mi corazón insiste (2011) .... Marcelo Santacruz
- Amorcito corazón (2011) …. Jorge Solís
- En nombre del amor (2008-2009) .... Juan Carmona / Basilio Gaitán
- Juro que te amo (2008) .... Celestino Charolet
- Amor sin maquillaje (2007)
- La fea más bella (2006-2007) .... Octavio
- Barrera de amor (2005-2006) .... Adolfo Valladolid López
- Piel de otoño (2005) .... Gustavo Hellman
- De pocas, pocas pulgas (2003) .... Alonso Lastra
- Navidad sin fin (2001-2002) .... Sebastián
- Aventuras en el tiempo (2001) .... Marcos Flores
- Rayito de luz (2000-2001) .... José Niño
- Siempre te amaré (2000) .... Román Castillo Arteaga
- Cuento de Navidad (1999-2000) .... Lic. Padilla
- Por tu amor (1999) .... Dr. Sergio Zambrano
- El diario de Daniela (1999) .... Enrique Monroy #2
- Camila (1998-1999) .... Andrade
- Gotita de amor (1998) .... Ricardo Sotomayor
- Mi pequeña traviesa (1997-1998) .... Manuel
- Luz Clarita (1996-1997) .... Servando
- Pobre niña rica (1995-1996) .... Carlos Villagrán
- Caminos cruzados (1995) .... Manuel Ulloa
- Atrapada (1991) .... René Pizarro
- Amor de nadie (1990) .... Jaime
- Rosa salvaje (1987) .... Martín
- Lista negra (1986)
- Seducción (1986)
- Vivir un poco (1985)
- Los años pasan (1985)
- Principessa (1984)

### Series de TV
- Esta historia me suena (2023)[2]
- La piloto - Jorge Sinisterra (2017)
- El desconocido - Vicente Huerta (2016)
- Como dice el dicho (2011-2023) (varios episodios)
- La rosa de Guadalupe (2008-2023) (varios episodios)
- Vecinos (2006) .... Santiago
- Mujer, casos de la vida real (1994-2002)

### Películas
- La Isla De Las Muñecas (2019) .... Lic. Zertuche
- La Señora Elegante (2015) .... Gonzalo
- Contraluz (2010) .... Oscar
- 24 cuadros de terror (2008) .... Lady Killer II
- Jóvenes amantes (1997)
- Mecánica mexicana (1995)
- Muralla de tinieblas (1994)
- Gringo mojado (1986) .... Federal
- San Judas de la frontera (1984)
- El mil usos II (1984)